# Maurizio Dufour
Maurizio Dufour (Turin, 8 juillet 1826 – Cornigliano, 17 août 1897) est un architecte italien, le représentant en Ligurie du purisme italien particulièrement à Gênes, où il développa une architecture neoquattrocentesca.

## Sources
- (it) Cet article est partiellement ou en totalité issu de l’article de Wikipédia en italien intitulé « Maurizio Dufour » (voir la liste des auteurs).